# ألفرد كانتور
ألفرد كانتور هو رسام وفنان تشيكي، ولد في 7 نوفمبر 1923 في براغ في التشيك، وتوفي في 16 يناير 2003 في مين في الولايات المتحدة.

## وصلات خارجية
- ألفرد كانتور على موقع IMDb (الإنجليزية)